# 39802 Ivanhlinka
39802 Ivanhlinka este o planetă minoră (asteroid) din centura de asteroizi. A fost descoperită pe 29 octombrie 1997 la Ondřejovská hvězdárna⁠(d) de Lenka Kotková⁠(d). 
Obiectul prezintă o orbită caracterizată de o semiaxă mare de 2,1816546 UAi, o excentricitate de 0,09, o înclinație de 1,1054 ° în raport cu ecliptica.